# Joseph Earlston Thropp
Joseph Earlston Thropp (* 4. Oktober 1847 in Valley Forge, Chester County, Pennsylvania; † 27. Juli 1927 in Québec, Kanada) war ein US-amerikanischer Politiker. Zwischen 1899 und 1901 vertrat er den Bundesstaat Pennsylvania im US-Repräsentantenhaus.

## Werdegang
Joseph Thropp besuchte die öffentlichen Schulen seiner Heimat und danach die Friends Central High School in Philadelphia. Im Jahr 1868 absolvierte er das Polytechnic College of Pennsylvania, wo er zum Bauingenieur ausgebildet wurde. Danach arbeitete er unter anderem in Duluth (Minnesota) und Fond du Lac (Wisconsin) in diesem Beruf. Dann war er als Bauingenieur für eine Eisenbahngesellschaft tätig. Seit 1870 lebte er in Conshohocken, wo er in das Eisengeschäft einstieg. Im Jahr 1888 wurde er Eigentümer der Eisenwerke Earlston Furnaces in Everett.
Politisch wurde Thropp Mitglied der Republikanischen Partei. Bei den Kongresswahlen des Jahres 1898 wurde er im 20. Wahlbezirk von Pennsylvania in das US-Repräsentantenhaus in Washington, D.C. gewählt, wo er am 4. März 1899 die Nachfolge von Josiah Duane Hicks antrat. Da er im Jahr 1900 nicht bestätigt wurde, konnte er bis zum 3. März 1901 nur eine Legislaturperiode im Kongress absolvieren. Nach seiner Zeit im US-Repräsentantenhaus zog sich Joseph Thropp in den Ruhestand zurück, den er in Washington und in Miami (Florida) verbrachte. Er starb am 27. Juli 1927 während eines Besuchs in Québec und wurde in Philadelphia beigesetzt.